# Tamar Getter
Tamar Getter (in ebraico תמר גטר‎?; Tel Aviv, 1953) è un'artista e pittrice israeliana.
Tamar Getter è una degli artisti di spicco dell'avanguardia israeliana e insegnante di belle arti.

## Biografia
Tamar Getter, nata a Tel Aviv nel 1953, è una pittrice israeliana. 
Getter ha studiato alla scuola d'arte Hamidrasha con Raffi Lavie nel 1971-1972, e poco dopo ha iniziato a esporre le sue opere e ad essere riconosciuta tra le giovani promesse dell'arte israeliana. Ha anche studiato letteratura all'Università di Tel Aviv. Nella seconda metà degli anni '70 Getter creò una serie di dipinti conosciuti come il ciclo di Tel Hai . Queste opere, dominate da scale di colori monocromatici e materiali non considerati "artistici", si trovavano in diretto confronto con le immagini della serie Tel Hai che significavano, nella cultura sionista, il mito dell'eroismo israeliano, immagini di avvistamento e cecità, e di cadaveri e torsi. Ha lavorato con diverse tecniche (es. fotografia e disegno) e incorporava in una sola opera diverse prospettive spaziali.
Il conflitto tra logica e razionalità, e la dimensione espressiva e grottesca, riappare in molte delle opere del suo ultimo periodo, dagli anni '90 in poi, come nel dipinto Double Monster (1996) o nella serie The Asia Society's Building (2003). In questi lavori Getter ricostruisce alcune delle strutture ideali dell'arte occidentale che enfatizzano l'insufficienza del corpo umano, usando spatole di pittura e metodi meccanici di disegno come le linee a piombo. La sua tecnica pittorica mette insieme materiali non solitamente combinati. Questo approccio, che utilizza elementi diversi e alieni nella stessa opera, ha caratterizzato anche le opere di molti degli artisti vicini a Getter, come Michal Neeman, Yair Garbuz e Raffi Lavie.
Vive e lavora a Tel Aviv. 

## Istruzione e formazione
- 1970-72 Studia pittura con Raffi Lavie
- 1975-1979 - Università di Tel Aviv, Laurea in Studi di letteratura poetica e comparatistica
- 1975-76 Studi d'arte presso lo State Art Teaching Training College, Ramat Hasharon[2]
- 1983-1984 New York
- 1986 Germania

## Insegnamento
- Insegna alla Bezlalel Academy of Art and Design

## Riconoscimenti e premi
- 1979 Borsa di studio per l'anno accademico dell'Università di Tel Aviv, Università di Tel Aviv
- 1981 Premio Jacques O'Hana per i Giovani Artisti Israeliani, Tel Aviv Museum of Art
- 1989 Premio Jack O'Hara per i Giovani Artisti Israeliani, Tel Aviv Museum of Art
- 1994 Premio del Ministero della Scienza e delle Arti
- 1995 Il Premio Sandberg per l'Arte Israeliana, Museo di Israele, Gerusalemme
- 1995 Premio del Kunstlerhaus Mousonjturm Guest Studio, Francoforte sul Meno, Germania
- 2003 Premio per l'Incoraggiamento dell'Arte Creativa, Ministero della Cultura e dell'Istruzione
- 2019 premio Dizengoff[3]

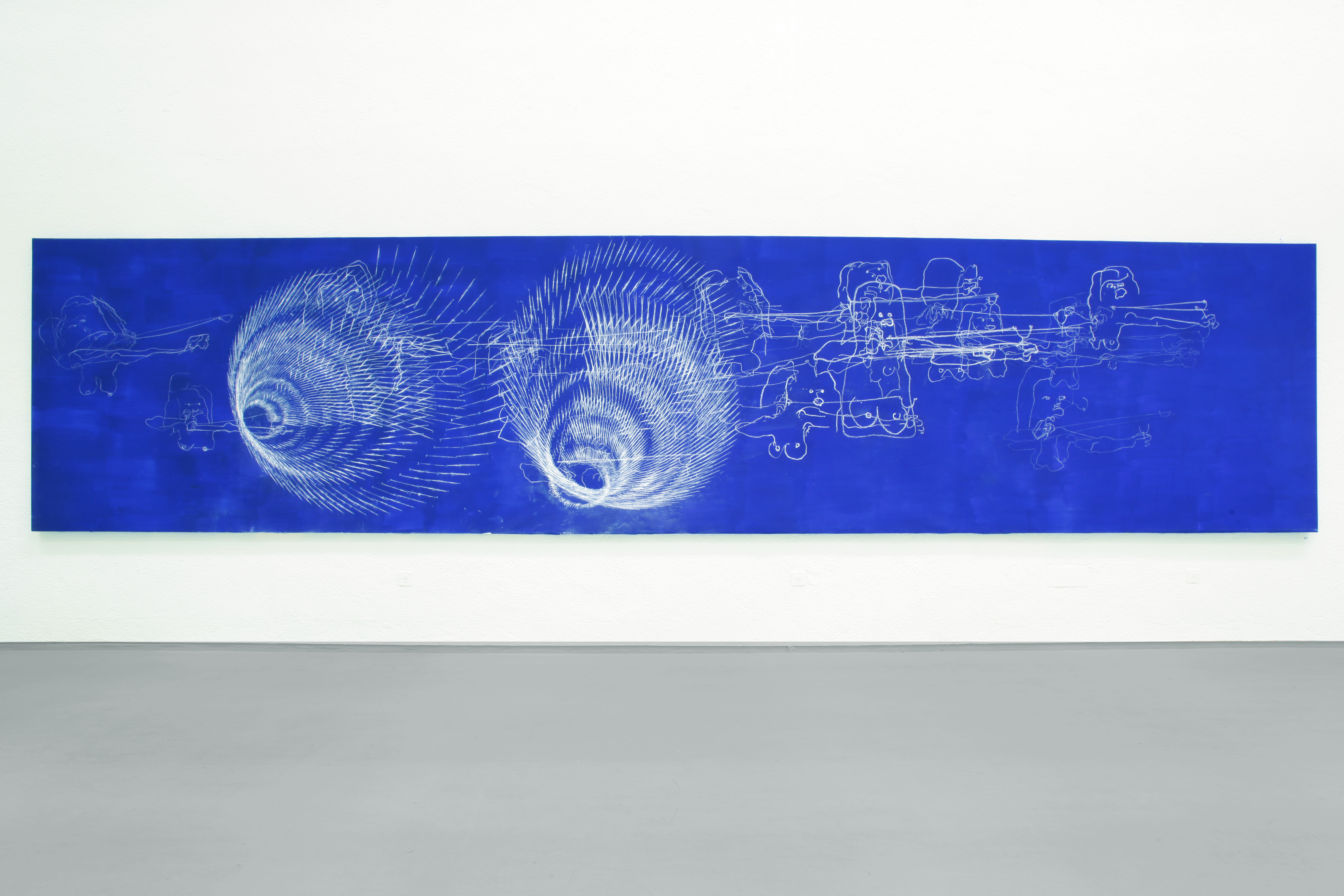
BLUE SLINGSHOT GIRL (vers.1) 2003
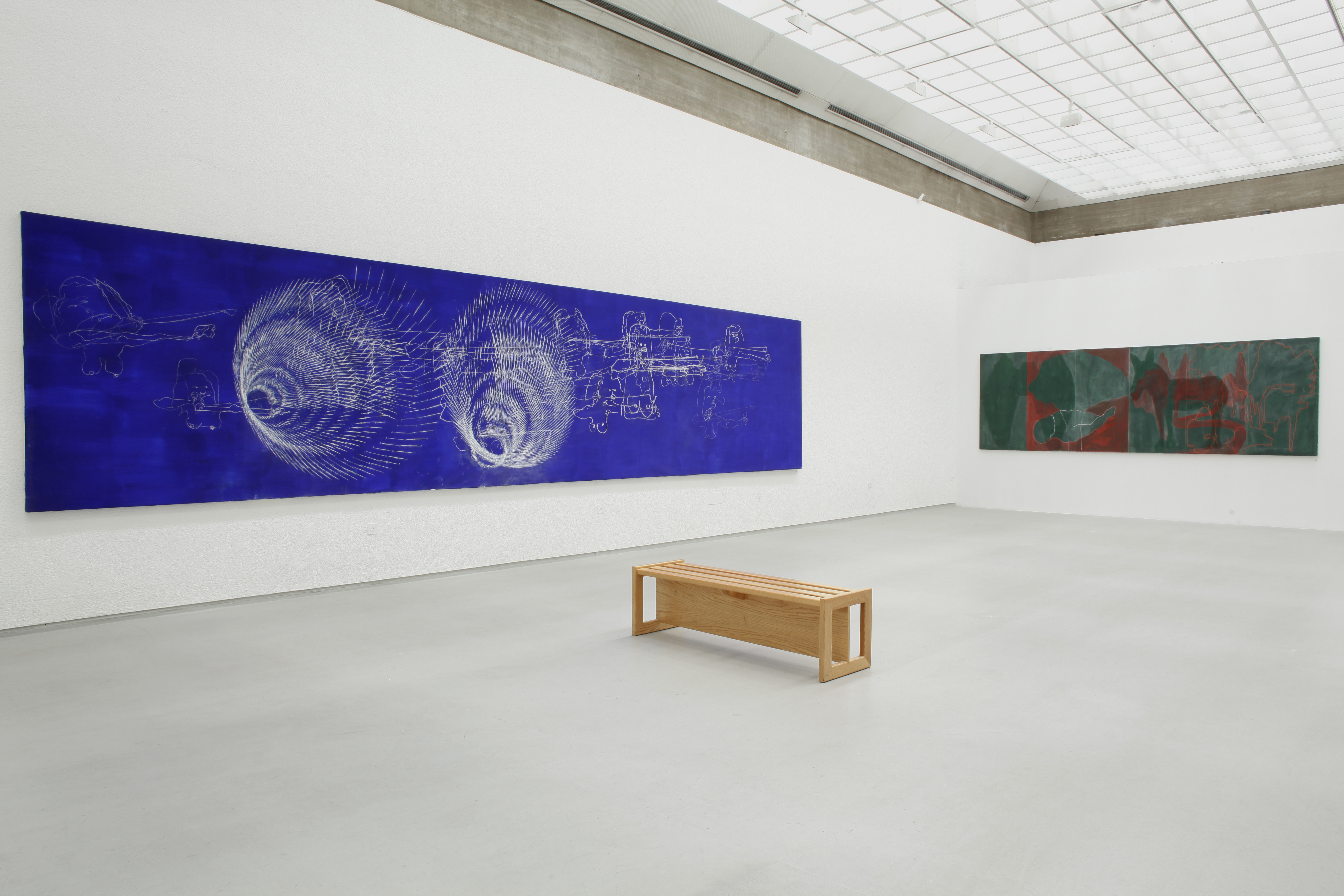
BLUE SLINGSHOT GIRL (vers.1) 2003
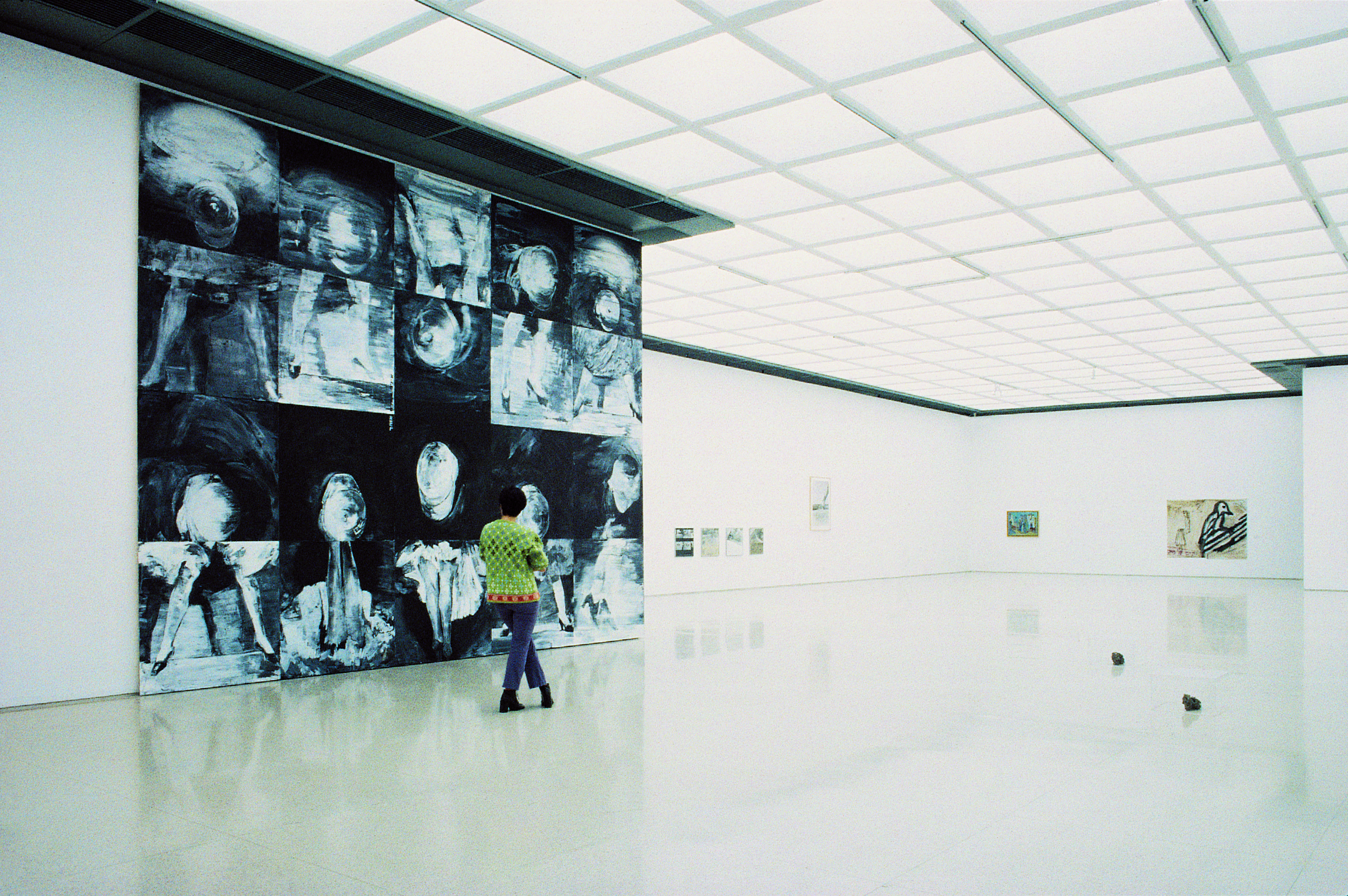
La morte e la fanciulla del 2001
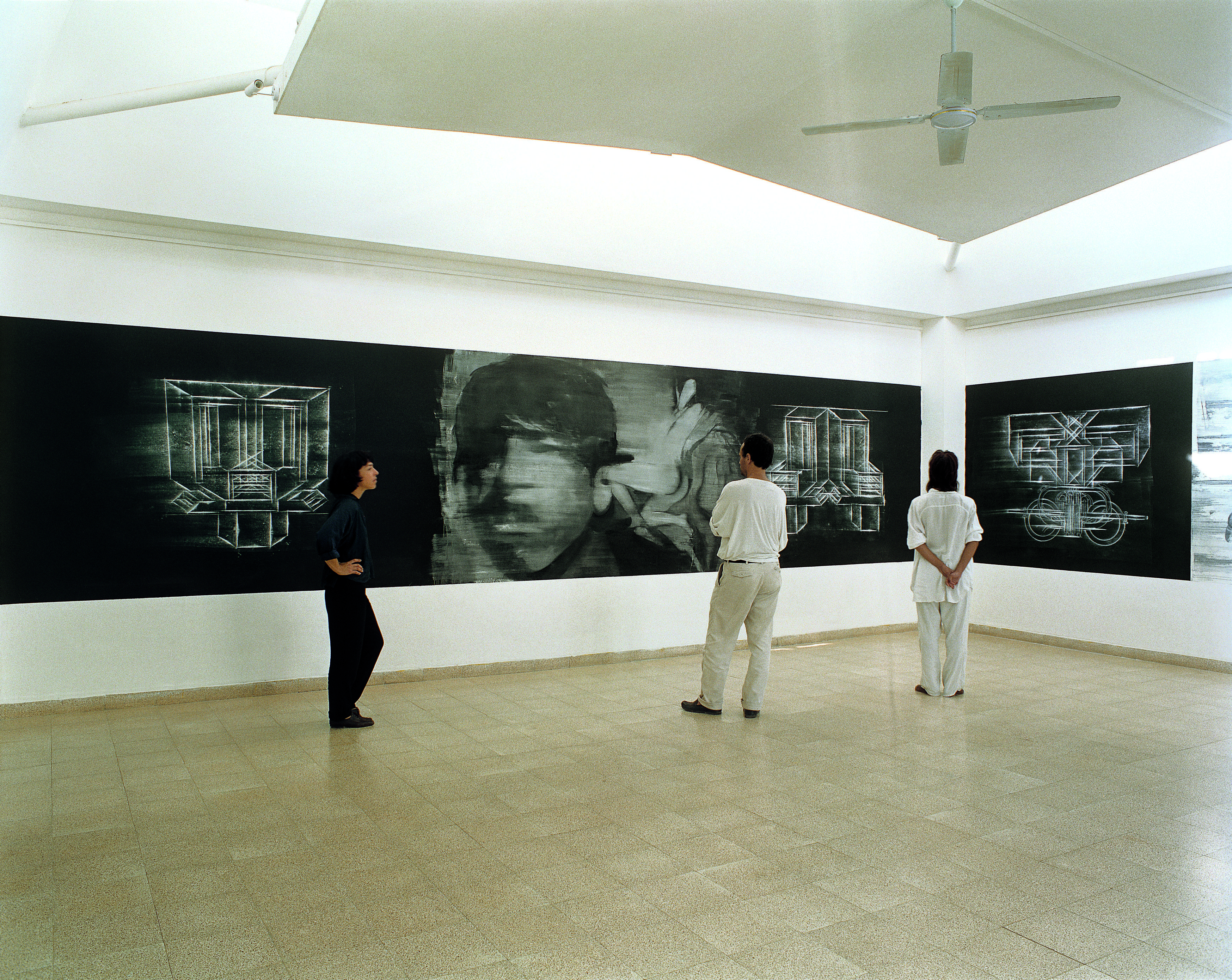
DOPPIE ENTRATE 1995
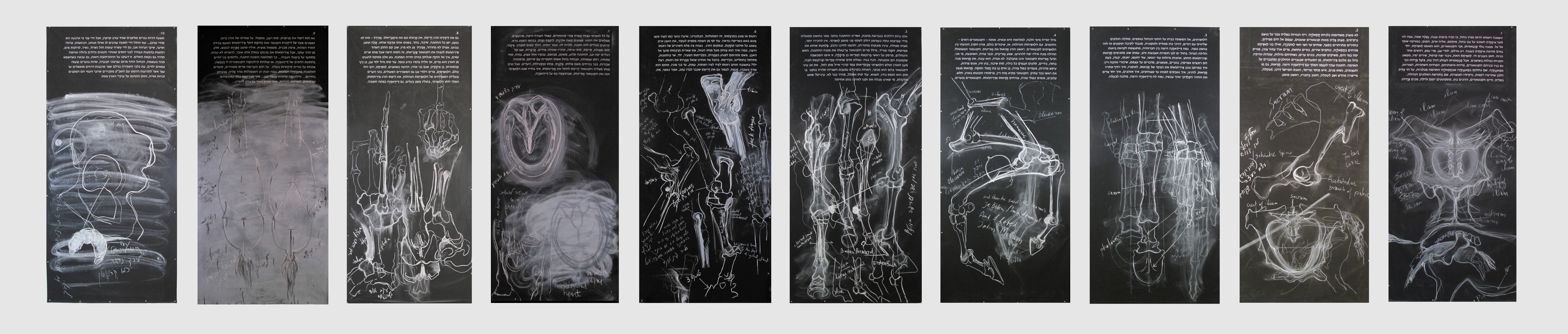
CENTAUROMACHIA 2018
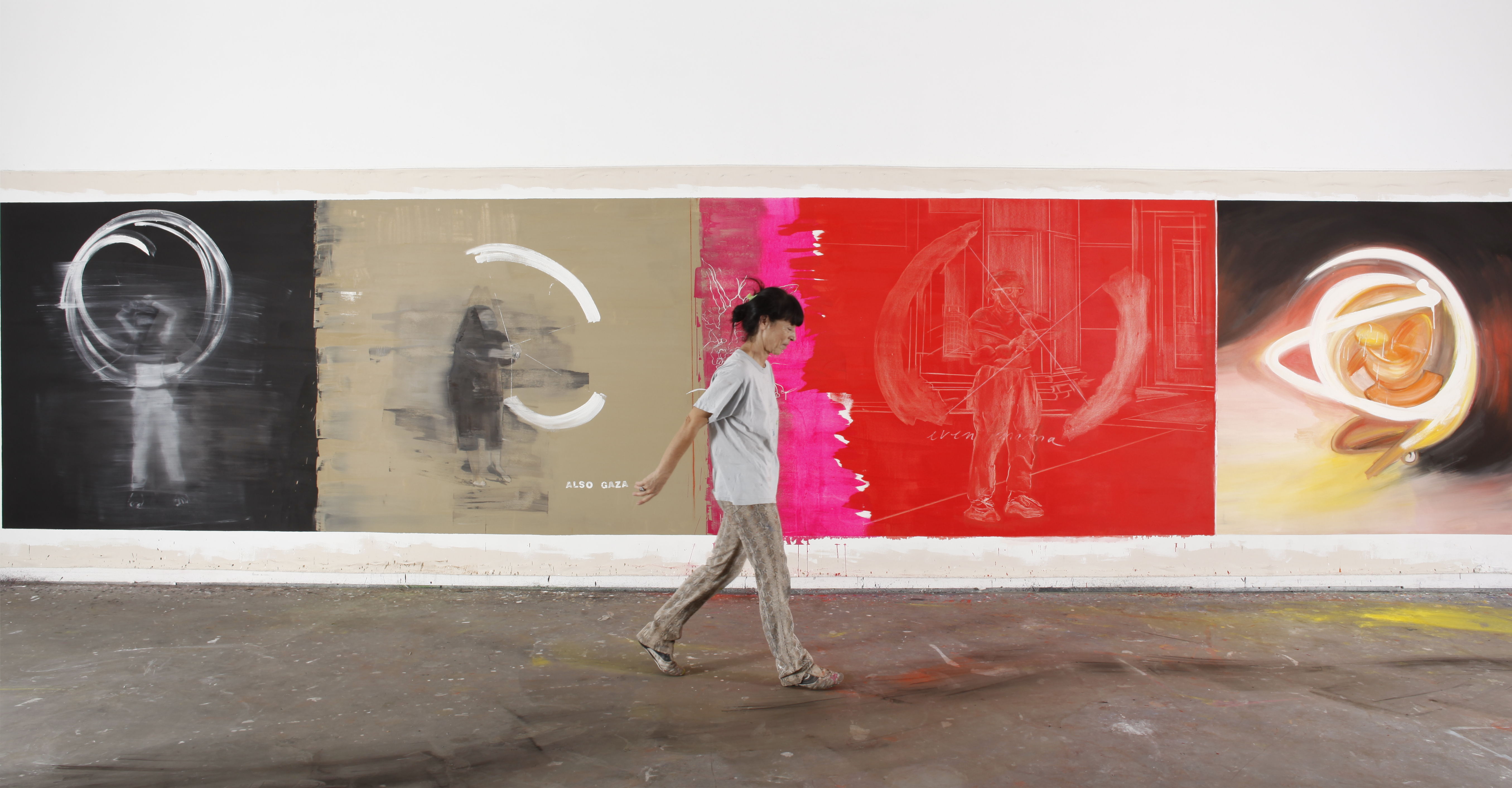
Pannello GO2 8 - 2010
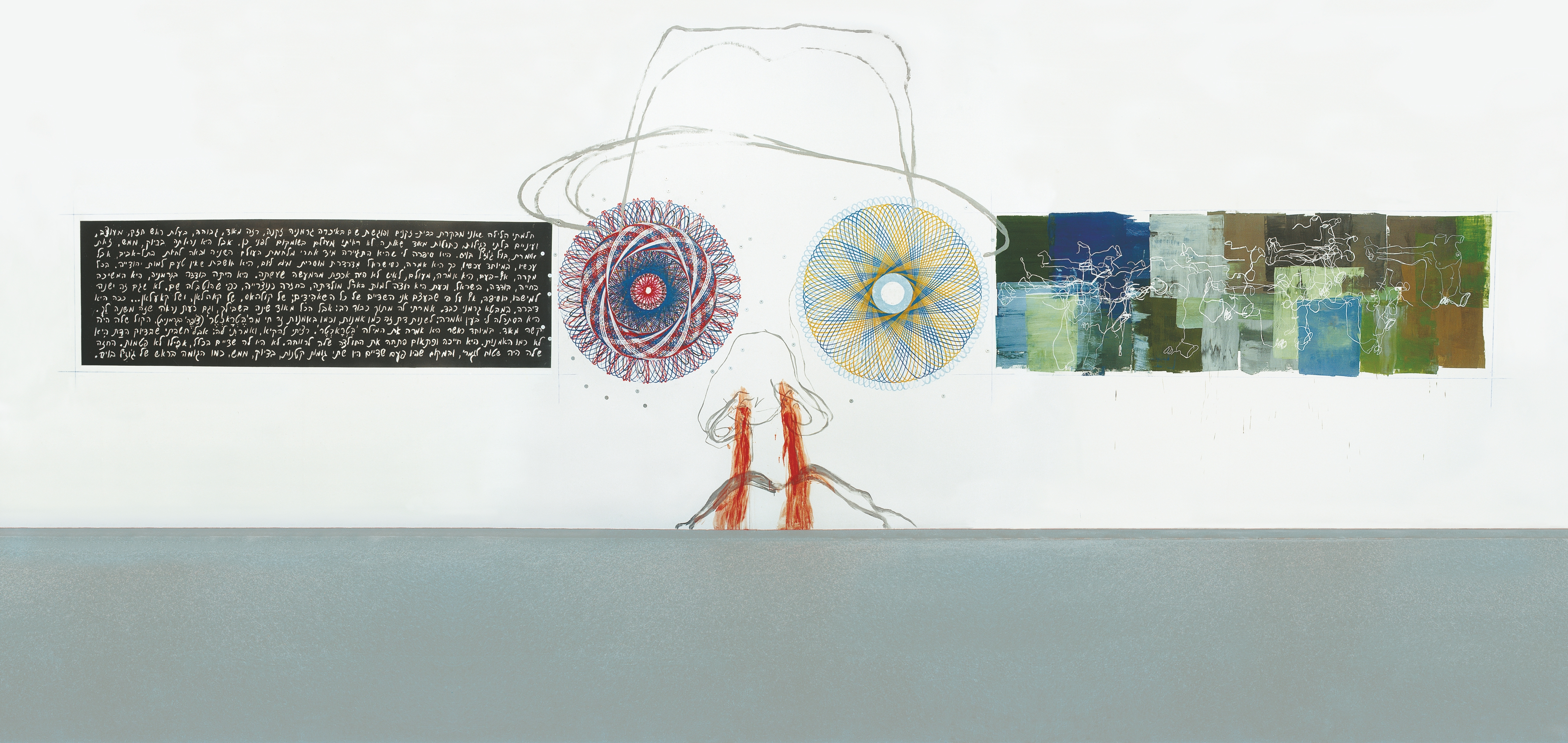
DER BETRACHTER - 2002
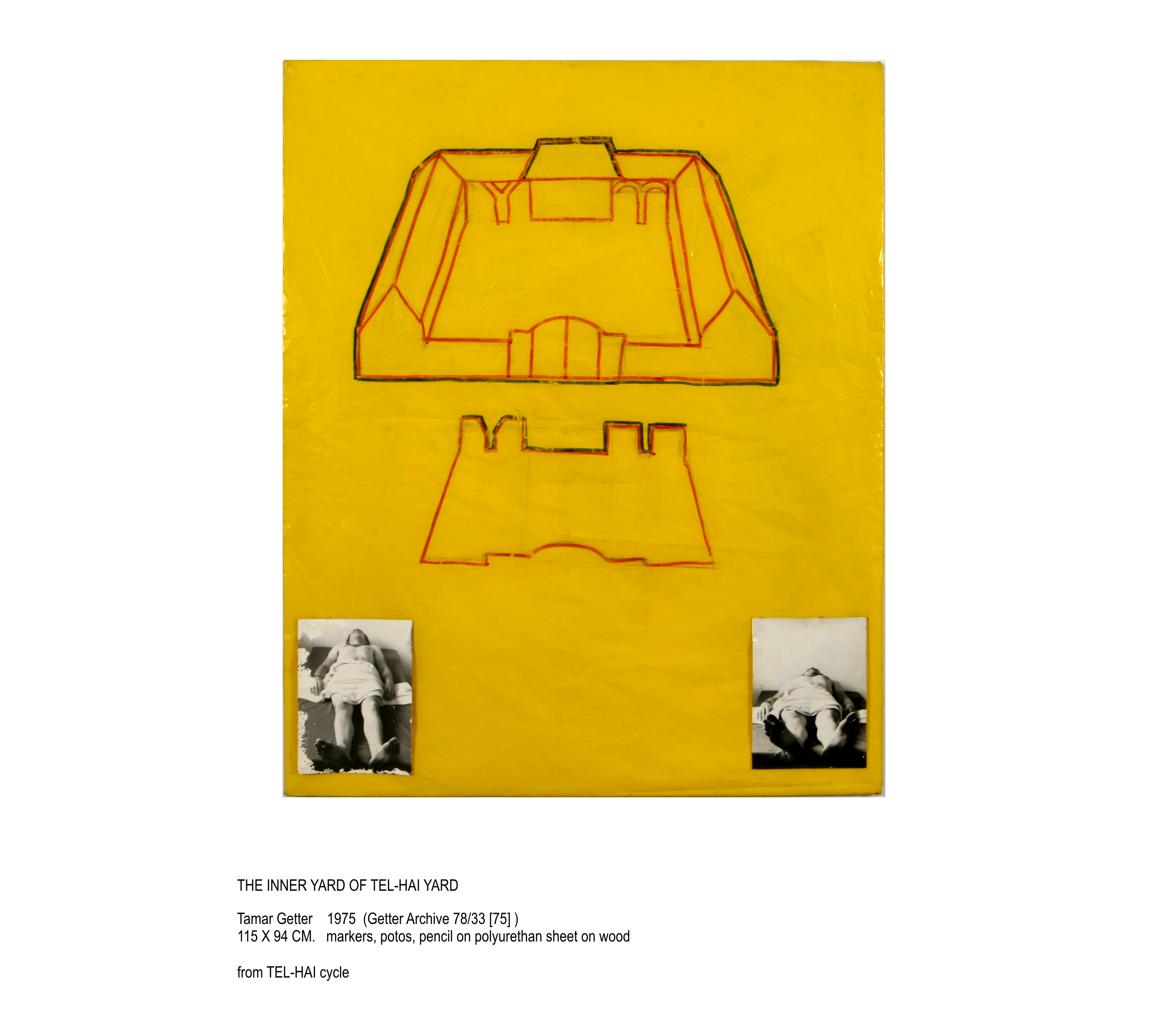
IL GIARDINO INTERNO DI TEL-HAI YARD 1978